# Sierra Brooks (Kalifornija)
Sierra Brooks je naseljeno područje za statističke svrhe u američkoj saveznoj državi Kalifornija. Prema popisu stanovništva iz 2010. u njemu je živjelo 478 stanovnika.